# LXXXXI Corpo de Exército (Alemanha)
O LXXXXI Corpo de Exército (em alemão:LXXXXI. Armeekorps) foi um Corpo de Exército alemão que operou durante a Segunda Guerra Mundial.

## Comandantes
| Comandante                                      | Data                                     |
| ----------------------------------------------- | ---------------------------------------- |
| General der Infanterie Werner von Erdmannsdorff | 9 de outubro de 1944 - 8 de maio de 1945 |

## Área de operações
| Grécia & Jugoslávia | outubro de 1944 - abril de 1945 |
| Áustria             | abril de 1945 - maio de 1945    |